# シーシーアイ
シーシーアイ株式会社（CCI Corporation）は岐阜県関市に本社を置く自動車向け化学製品やハウスメーカーの防音材、輸送機械用ウレタン車輪、カーアクセサリーの製造・販売を手掛けるメーカーである。

## 概要
自動車部品、特にカーケミカル分野において高い競争力を持っており「ゴールデンクルーザー」のブランドで販売するブレーキ液とエンジンクーラントにおいては世界シェア約20%、日本国内においては約60%のシェアを有している。また研究開発に特に力を入れており、全社員の40%を研究開発スタッフで占めている。

## 沿革
- 1949年（昭和24年） - 中央化学工業として創立。
- 1960年（昭和35年） - 岐阜県岐南町に本社工場を新設。
- 1974年（昭和49年） - 広島県東広島市に広島工場を新設。
- 1976年（昭和51年） - 岐阜県岐南町に本社第二工場を新設。
- 1977年（昭和52年） - 本社を岐阜県羽島郡岐南町に移す。
- 1979年（昭和54年） - 埼玉県東松山工業団地に埼玉工場を新設。
- 1980年（昭和55年） - アメリカに現地法人を設立。
- 1981年（昭和56年） - 台湾に現地法人を設立。
- 1986年（昭和61年） - 本社工場および技術研究所を関工業団地内に移転。
- 1988年（昭和63年） - 中央化学工業からシーシーアイに社名を変更。
- 1992年（平成4年） - 英国支店を開設。
- 1993年（平成5年）
  - タイ国に現地法人を設立。
  - 岐阜県加茂郡に坂祝工場を新設
- 1994年（平成6年） - 岐阜県美濃加茂市に美濃加茂工場を新設。
- 1996年（平成8年） - 本社を現在の場所に移す。
- 2002年（平成14年） - 中国・昆山に現地法人を設立。
- 2005年（平成17年）
  - 英国支店を現地法人化。
  - 中国・佛山に現地法人を設立。
- 2006年（平成18年）
  - 中国・香港に現地法人を設立。
  - 埼玉第二工場を新設。
- 2007年（平成19年） - 下田エコテック（株）を子会社化。
- 2010年（平成22年）
  - メキシコ、ブラジルに現地法人を設立。
  - 加茂野工場を新設。

## 工場
- 本社工場（岐阜県関市）
- 美濃加茂工場（岐阜県美濃加茂市）
- 坂祝工場（岐阜県加茂郡坂祝町）
- 広島工場（広島県東広島市）
- 埼玉工場（埼玉県比企郡滑川町）
- 埼玉第二工場（埼玉県比企郡滑川町）
- 加茂野工場（岐阜県美濃加茂市）

## 主要関連企業
- シーシーアイUK
- シーシーアイ・マニュファクチャリング・イリノイ
- シーシーアイ・オートモーティブ・プロダクツ
- 禧禧艾（台湾）股有限公司
- 禧禧艾合成金属制品（昆山）有限公司
- 禧禧艾（佛山）汽車部品有限公司
- 禧禧艾貿易（香港）有限公司
- シーシーアイ・マニュファクチャリング・メキシコ
- シーシーアイ・ブラジル・オートモーティブ・プロダクツ

## 広報活動

### 提供番組
現在
- ぐっさん家（東海テレビ）
- news zero（日本テレビ） - 火曜日のみ提供。2023年10月からは月曜日に移動する。
- ぐるぐるナインティナイン（2024年4月 - 、日本テレビ）

過去
- 転職の魔王様（カンテレ） 同作品主演の小芝風花が企業イメージキャラクターに起用されたことを受けて、出演者枠スポンサーとして提供

### CMタレント
現在
- 小芝風花（2023年8月 - ）

過去
- 滝藤賢一（2020年8月 - ）
- 阿部純子（2020年8月 - ）